# Semer
Semer – wieś w Anglii, w hrabstwie Suffolk, w dystrykcie Babergh. Leży 17 km na zachód od miasta Ipswich i 97 km na północny wschód od Londynu. W 2001 miejscowość liczyła 158 mieszkańców.